# ویکیپولا
ویکیپولا (به لاتین: Vikipalu) یک روستا در استونی است که در دهستان آنیا واقع شده‌است. ویکیپولا ۶۱ نفر جمعیت دارد.